# Dawson (Dacota do Norte)
Dawson é uma cidade localizada no estado norte-americano de Dacota do Norte, no Condado de Kidder.

## Demografia
Segundo o censo norte-americano de 2000, a sua população era de 75 habitantes.
Em 2006, foi estimada uma população de 66, um decréscimo de 9 (-12.0%).

## Geografia
De acordo com o United States Census Bureau tem uma área de
1,0 km², dos quais 1,0 km² cobertos por terra e 0,0 km² cobertos por água.

## Localidades na vizinhança
O diagrama seguinte representa as localidades num raio de 36 km ao redor de Dawson.